# Delaware
Delaware (phát âm là Đe-la-ve) là tiểu bang thuộc miền Trung Đại Tây Dương của Hoa Kỳ. Nó là một trong 13 tiểu bang đầu tiên của Mỹ và được gọi là "Tiểu bang Thứ nhất" vì nó là tiểu bang đầu tiên phê chuẩn Hiến pháp Hoa Kỳ.

## Địa lý
Delaware là tiểu bang nhỏ thứ hai của Hoa Kỳ. Nó giáp với Pennsylvania về phía bắc; với sông Delaware và Đại Tây Dương về phía đông; và với Maryland về phía tây và nam. Một số phần nhỏ của Delaware nằm vào bên xa, tức là bên đông, của cửa sông Delaware; và những mảnh đất này có biên giới trên đất với New Jersey. Cùng với các quận Bờ biển Đông của Maryland và hai quận của Virginia, tiểu bang Delaware là một phần của bán đảo Delmarva, một đơn vị địa lý kéo dài xuống bờ biển Trung Đại Tây Dương.
Biên giới bắc của tiểu bang được định một cách bất thường. Phần nhiều của biên giới giữa Delaware và Pennsylvania được định rõ là một đường cung xa vòm của trụ sở tòa án tại New Castle cách 19 kilômét (12 dặm); và được gọi là Đường vuông 12 dặm. Đây là biên giới hành chính duy nhất trong nước Mỹ là đường cung thật. Biên giới này kéo tới điểm nước thấp nhất của bờ biển New Jersey, nó chạy tiếp xuống bờ biển đến đường cung về miền nam; sau đó biên giới này chạy tiếp theo kiểu thường hơn qua lòng sông chính (Thalweg) của cửa sông Delaware. Một phần của đường cung này vào Maryland về phía tây, và phía tây của biên giới tiếp tuyến với đường cung này và chạy hơi về phía đông. Miền nêm, cái miếng đất giữa đường cung và biên giới Maryland bị tranh cãi đến năm 1921, lúc đó lời tuyên bố quyền đất của Delaware được xác nhận.

### Các thành phố quan trọng
Wilmington là thành phố lớn nhất và trung tâm kinh tế của tiểu bang này. Nó nằm gần Philadelphia và Baltimore nên có thể lái xe đến hai thành phố đó. Các vùng Delaware đang được mở mang rất nhiều, nhất là Dover và các khu nghỉ mát bên cạnh bờ biển.
Dân số đến năm 2000.
| - Bear - Brookside - Claymont - Elsmere - Glasgow - Hockessin - New Castle - Newark (28.547) - Wilmington (72.664) | - Dover (32.135) - Georgetown - Lewes - Middletown - Milford - Rehoboth Beach - Seaford - Smyrna |